# 文仲容
文仲容是小说《水浒传》的人，他是田虎麾下头领，绿林出身，与梁山军交战中投降宋江。他的結局在一百二十回的繁本及一百十五回的简本則有分別，繁本他被王慶部下縻貹殺害，而在简本中他在征方腊时，被亂箭射杀。

## 繁本水滸中的文仲容
繁本水滸中的文仲容，原為高麗人，后流落抱犢山，與崔埜、唐斌聚義。
時宋江征田虎，欲謀壺關，得其降獻計，遂克壺關。
征王慶時，与縻貹交戰时被砍杀。

## 簡本水滸中的文仲容
簡本水滸中的文仲容，綽號為撼山力士，使一条丈八蛇矛枪，一百二十斤，有万夫不当之勇，回雁嶺第二位頭領。与拔山力士唐斌、移山力士崔埜及劈山力士乜恭聚義。
後來宋江征田虎時，河北降將盛本為其所敗，遂投降盧俊義，並向宋江回報此事。關勝得知唐斌乃回雁嶺頭领後就將其說降，文仲容、乜恭及崔埜亦隨唐斌投降宋江。
文仲容隨宋江征王慶时立下大功，后在征方腊，攻打杭州時被亂箭射杀。